# Media Blasters
Media Blasters es una corporación localizada en la ciudad de Nueva York, Estados Unidos que se dedica a traducir, empaquetar y doblar al inglés anime y series o películas en imagen real. Son famosos por el doblaje de Berserk, Rurouni Kenshin, Samurai Deeper Kyo, The Twelve Kingdoms, Magic Knight Rayearth, Grenadier, y más reciente Rio: Rainbow Gate!, Ladies versus Butlers!, y Fight Ippatsu! Jūden-chan!!.

## Divisiones de Media Blasters

### AnimeWorks
Esta división se especializa en el anime comercial. 

#### Actualmente licenciados
- Ah! My Goddess
- Blade of the Immortal
- Bludgeoning Angel Dokuro-Chan
- Dōjin Work
- Eiken
- Fight Ippatsu! Jūden-chan!!
- Fushigi Yûgi
- Gakuen Heaven
- Girl's High
- Green Green
- Holy Knight
- Ikki Tousen: Dragon Destiny
- Jubei-chan: The Ninja Girl
- Kanokon
- Kashimashi: Girl meets Girl
- Kite
- Kite Liberator
- Koe de Oshigoto
- Ladies versus Butlers!
- Loveless
- Magical Witch Punie-chan
- Mazinkaizer SKL
- Mezzo Forte
- Mirage of Blaze
- My Wife is the Student Council President
- Night Head Genesis
- Otoboku
- Princess Princess
- Queen's Blade
- Ramen Fighter Miki
- Rio: Rainbow Gate!
- Shamanic Princess
- Simoun
- Squid Girl
- Step Up Love Story
- Strawberry Panic!
- Super Robot Wars Original Generation: The Animation
- Super Robot Wars Original Generation: Divine Wars
- Tekkaman Blade
- The Twelve Kingdoms
- Ultimate Girls
- Weiß Kreuz
- Yamibo: Darkness, The Hat, and Travelers of the Books
- Yosuga no Sora

#### Anteriormente licenciados
- Ah My Buddha
- Angel Sanctuary
- Armored Fleet Dairugger XV
- Babel II
- Bakuman
- Berserk
- Beast King GoLion
- Cosmo Warrior Zero
- FAKE
- Figure 17
- éX-Driver
- Genshiken
- Giant Robo
- Grenadier
- Gao Gai Gar
- Gokusen
- Golden Boy
- Iria: Zeiram the Animation
- Invader Zim
- Kujibiki Unbalance
- Kurogane Communication
- Magic Knight Rayearth
- Magic User's Club
- Midori Days
- Moribito: Guardian of the Spirit
- Mouse
- Record of Lodoss War
- Rurouni Kenshin
- Samurai Deeper Kyo
- Sayonara, Zetsubou-Sensei
- Shinesman
- Shrine of the Morning Mist
- Space Pirate Mito
- The Adventures of Tweeny Witches
- Virtua Fighter
- Voltron

### Kitty Media
Esta división se dedica a títulos de Hentai.

#### Actualmente licenciados
- A Time to Screw
- Aki Sora
- Angel Blade Punish
- Anal Sanctuary
- Angelium
- Another Lady Innocent
- Beat Angel Escalayer
- Bible Black
- Bible Black: The Movie
- Black Gate
- Body Transfer
- Co-eD Affairs
- Crimson Climax
- Dark Love
- Darling
- Doctor Shameless
- él
- Fruits Cup
- G Spot Express
- Hills Have Size
- Hyakki
- Immoral Sisters
- Inma Seiden
- Inmu
- Jiburiru Second Coming
- Kite
- Kizuna
- La Blue Girl Returns
- Lover-In-Law
- Marine a Go Go
- Masquerade (anime)
- Megachu
- Ménage à Twins
- Mezzo Forte
- Moonlight Lady
- Nine O'Clock Woman
- No Money
- Nymphs of the Stratosphere
- Office Lingerie
- Oni Tensei
- Papa to Kiss in the Dark
- Princess 69
- Project Boobs
- Ride of the Valkyrie
- Samurai XXX
- Servant Princess
- Sex Craft
- Sex Demon Queen
- Sex Taxi
- Sexfriend
- Slave Doll
- Slave Nurses
- Tokubetsu Byoutou (under the title: Double Duty Nurses)
- Urotsukidōji: Legend of the Overfiend
- Viper GTS
- Wet Summer Days
- Widow
- Wife Eater
- Women at Work
- Words Worth

### Tokyo Shock
Esta división se especializa en películas y series de acción real.

#### Actualmente licenciados
- Atragon
- Black Magic 2
- The Brave Archer
- Challenge Of The Masters
- Crows Zero
- The Deadly Duo
- Destroy All Monsters
- Dogora The Space Monster
- Five Element Ninjas
- Flag Of Iron
- Frankenstein Conquers the World
- Gamera the Brave
- Gappa The Triphibian Monster
- Godzilla vs. Megalon
- Grotesque
- Hansel and Gretel
- Heroes Two
- Iron Bodyguard
- Kid With The Golden Arm
- Latitude Zero
- Lion Vs. Lion
- Martial Club
- Matango
- The Mysterians
- OneChanbara (Onechanbara: Bikini Samurai Squad)
- Riki-Oh: The Story of Ricky
- Space Amoeba
- 10 Tigers Of Kwangtung
- Varan The Unbelievable
- Versus (film)
- X-Cross
- La serie de televisión de Zatoichi, Season One
- La versión editada de Lady Ninja Kasumi
- trabajos tokusatsu.

### Shriek Show
Esta división se especializa en películas de terror como Ultimo mondo cannibale, Cannibal Holocaust, Grizzly, Day of the Animals, Devil Dog: The Hound of Hell, The Anthropophagus Beast, La notte del terrore, 1981's Scream, y Zombi 2.

### Fever Dreams LLC
Esta división se especializa en producciones originales.

#### Actualmente licenciados
- Death Trance
- Wicked Lakes
- Tokyo Gore Police
- Machine Girl
- Shinobi Girl
- Flesh for the Beast: Tsukiko's Curse
- Voodoo Church